# Constantinos Carydis
Constantinos Carydis (griechisch Κωνσταντίνος Καρύδης; geboren am 1. Januar 1974 in Athen) ist ein griechischer Dirigent.

## Leben und Werk
Carydis ist der Neffe des Dirigenten Miltiades Caridis (1923–1998). Er studierte Musiktheorie und Klavier am Nationalen Konservatorium von Athen, danach Dirigieren an der Hochschule für Musik und Theater in München (bei Hermann Michael). Als Pianist konzertierte er mit griechischen Orchestern und trat bei Solorecitals und Kammermusikabenden auf. Erste Engagements als Dirigent erhielt er am Staatstheater am Gärtnerplatz in München, an der Württembergischen Staatsoper in Stuttgart und ab 2006 an der Wiener Staatsoper.
Constantinos Carydis dirigiert – wie viele heutige Dirigenten – ohne Taktstock.

### Konzert
Carydis arbeitet mit den Münchner Philharmonikern, dem Deutschen Symphonie-Orchester Berlin und dem Mahler Chamber Orchestra. Er dirigierte das Radio-Sinfonieorchester Stuttgart des SWR, Radio-Symphonieorchester Wien, Münchener Kammerorchester, Radio-Symphonie-Orchester Berlin, Konzerthausorchester Berlin, das Orchester des Maggio Musicale Fiorentino, das Berner Symphonieorchester, Luzerner Sinfonieorchester, Tonhalle-Orchester Zürich, Israel Philharmonic Orchestra in Tel Aviv und Orchestre Philharmonique du Luxembourg, wo er u. a. die Ballettmusik El Sombrero de tres Picos von Manuel de Falla und die symphonische Dichtung Scheherazade von Nikolai Rimski-Korsakow aufführte. Ebenso setzt er sich für Gegenwartsmusik ein, wie etwa im Juli 2010, als er im Festspielhaus Baden-Baden bei der Uraufführung von Nicolas Bacris Quasi una fantasia für drei Soloviolinen und Orchester op. 118 am Pult stand. Es spielten die Solistinnen Lisa Batiashvili, Alina Pogostkina, Baiba Skride und das Mahler Chamber Orchestra.
Beim Enescu Festival 2015 in Bukarest gastierte er mit dem Bayerischen Staatsorchester und Pierre-Laurent Aimard, das Programm bestand aus dem 5. Klavierkonzert von Beethoven und der Fünften Symphonie von Schostakowitsch. Zudem wurde er vom Orchestre National Bordeaux Aquitaine, der Frankfurter Museumsgesellschaft, dem Glyndebourne Festival und dem WDR-Sinfonieorchester Köln eingeladen.
Im Dezember 2014 debütierte er beim Mozarteumorchester Salzburg, wo er die 10. Symphonie von Dmitri Schostakowitsch dirigierte und mit dem er im Dezember 2015 ein Strauss/Beethoven-Programm und im August 2016 im Rahmen einer Mozart-Matinee ein reines Mozart-Programm aufführte. Karl Harb schrieb danach in den Salzburger Nachrichten: „Jede Note wird zum Edelstein.“

### Oper
Erste Engagements führten ihn ans Staatstheater am Gärtnerplatz in München und die Württembergische Staatsoper in Stuttgart, wo er unter anderem Glucks Alceste und Lortzings Wildschütz dirigierte. An der Wiener Staatsoper gastierte er 2006 in einer Serie von fünf Carmen-Aufführungen, zwischen 2007 und 2010 sechzehnmal als Dirigent der Bohème und 2009 dreimal des Don Giovanni. Den Don Giovanni dirigierte er später auch in London, Amsterdam und München. An der Oper Frankfurt dirigierte er Händels Xerxes, Mozart-Opern wie Die Zauberflöte, Massenets Werther, Bizets Carmen und Strawinskys Rake’s Progress.
2011 debütierte er im Rahmen einer Neuproduktion der Carmen am Royal Opera House Covent Garden, die von Julian Napier verfilmt wurde, die erste 3D-Produktion einer Oper weltweit war und auch als Blu-ray in 2D erschien. An der Staatsoper Unter den Linden dirigierte er Rossinis Il turco in Italia, an der Komischen Oper in Berlin Rossinis Il barbiere di Siviglia, Die Fledermaus von Johann Strauß und Die Zauberflöte von Wolfgang Amadeus Mozart. De Nationale Opera in Amsterdam übertrug ihm die musikalische Leitung von drei Mozart-Opern: Le nozze di Figaro, Don Giovanni und Die Entführung aus dem Serail. Die Entführung, inszeniert von Johan Simons, wurde auch aufgezeichnet. An der Opéra de Lyon dirigierte er schließlich Brittens Shakespeare-Vertonung von A Midsummer Night’s Dream.
Regelmäßig gastiert Carydis an Bayerischen Staatsoper, wo er 2011 Offenbachs Les Contes d'Hoffmann, 2014/15 Mozarts Don Giovanni und 2015 – im Rahmen der Münchner Opernfestspiele – im Prinzregententheater eine Neuproduktion von Debussys Pelléas et Mélisande leitete.
2013 erarbeitete er mit dem Regisseur Barrie Kosky und der Oper Frankfurt eine Kombination aus Barock und Moderne für das Edinburgh International Festival, bei der Purcells Dido and Aeneas mit Bartóks Herzog Blaubarts Burg verkoppelt wurde, eine Produktion, die von der Kritik zwiespältig aufgenommen wurde.
2018 trat er – nach zwei Mozart-Matineen 2016 und 2017 – mit Mozarts Zauberflöte erstmals als Operndirigent bei den Salzburger Festspielen auf.

## Zitate
„Für jedes Stück findet Carydis eine passende, spezifische Klangaura, entwickelt einen Farbenreichtum, der nur entstehen kann, wenn man selbst kleinste Nuancen, Verzierungen, Phrasierungsdetails beachtet und ernst nimmt, mithin ins Innerste der Werke zu hören versteht. In diesem Sinne ist der Dirigent ein Bruder im Geiste Kirill Petrenkos. Klarheit und Elastizität, Energie und Transparenz, Schwung und dramatische Impulsivität, aber auch feinste Gewichtungen der (Mittel- und Neben- )Stimmen, der Verteilung der Bläserfarben, der Artikulation der Streicher, der Balancen je nach Charakter der Werke ergeben ein Gesamtbild, vor dessen Wirkung man verblüfft und staunend die Ohren spitzt.“

„Alles, was er tut, verwandelt sich in musikalisches Gold. Er ist hochgradig fantasievoll und scharfsinnig, akribisch in seiner Vorbereitung, gleich versiert in Opern und Symphonik.“

## Opernproduktionen (Auswahl)
- 2006 Gluck: Alceste – Württembergische Staatsoper (Stuttgart), Inszenierung: Jossi Wieler/Sergio Morabito, Ausstattung: Anna Viebrock
- 2011 Bizet: Carmen – Royal Opera House Covent Garden (London), Inszenierung: Francesca Zambello, Ausstattung: Tanya McCallin, auch als DVD
- 2013 Purcell: Dido and Aeneas und Bartók: Herzog Blaubarts Burg – Edinburgh International Festival, Regie: Barrie Kosky, danach auch an der Oper Frankfurt
- 2015 Debussy: Pelléas et Mélisande – Münchner Opernfestspiele, Inszenierung: Christiane Pohle, Bühnenbild: Marie-Alice Bahras[8]
- 2016 Bizet: Carmen – Oper Frankfurt, Regie: Barrie Kosky, Ausstattung: Katrin Lea Tag[9]
- 2017 Händel: Xerxes – Oper Frankfurt, Regie: Tilmann Köhler, Ausstattung: Karoly Risz, Susanne Uhl[10]

## Diskographie (Auswahl)
- Bizet: Carmen. Mit Christine Rice (Carmen), Bryan Hymel (Don José), Aris Argiris (Escamillo), Maija Kovalevska (Micaëla); Chor und Orchester des Royal Opera House, Dirigent: Constantinos Carydis, Inszenierung: Francesca Zambello, Ausstattung: Tanya McCallin; Cinematographische Umsetzung: Julian Napier[11]
- Gluck: Alceste. Mit Donald Kaasch (Admète), Catherine Naglestad (Alceste), Bernhard Schneider (Évandre), Catriona Smith (Chorus Leader), Johan Rydh (High Priest / Thanatos), Nam Soo Kim (Voice of the Oracle), Motti Kastón (Apollo), Michael Ebbecke (Hercules), Wolfgang Probst (A Herald). Staatsorchester und Chor der Staatsoper Stuttgart, Dirigent: Constantinos Carydis, Inszenierung: Jossi Wieler/Sergio Morabito, Naxos 807280125191 (DVD)[12]
- Mozart: Die Entführung aus dem Serail. Mit Laura Aikin (Konstanze), Edgaras Montvidas (Belmonte), Kurt Rydl (Osmin), Mojca Erdmann (Blonde) und Michael Smallwood (Pedrillo), Steven Van Watermeulen (Bassa Selim); Niederländisches Kammerorchester, Dirigent: Constantinos Carydis, Inszenierung: Johan Simons, Opera 2009[13]

## Carlos-Kleiber-Preis
Am 4. November 2011 erhielt der Dirigent den Carlos-Kleiber-Preis der Bayerischen Staatsoper in München, der mit 10.000 Euro dotiert war und anlässlich des 80. Geburtstages von Carlos Kleiber erstmals verliehen wurde. Die Jury setzte sich unter anderem zusammen aus dem Staatsintendanten und dem Generalmusikdirektor der Bayerischen Staatsoper, einem Mitglied des Bayerischen Staatsorchesters sowie einem Vertreter der Freunde des Münchner Nationaltheaters.